# Pseudopeptidoglycan
Pseudopeptidoglycan (også kendt som pseudomurein) er en primær komponent i nogle archaeas cellevæg og adskiller sig fra bakteriers peptidoglycan i kemisk struktur. Der er dog ligheder i morfologi, funktion og struktur. De basale komponenter er N-acetylglukosamin og N-acetyltalosaminuronsyre (Peptidoglycan har N-acetylmuramsyre i stedet for sidstnævnte), der forbindes med β-1,3-glykosidbindinger. Når pseudopeptidoglycan er til stede i en organisme, er lysozym ineffektiv. Lysozym er et enzym i værtens forsvarsmekanisme, der kan kløve β-1,4-glykosidbindinger, hvilket ødelægger peptidoglycan, hvis enheder er forbundet med disse. Enzymet er derimod ubrugeligt til kløvning af β-1,3-glykosidbindinger.